# 索雷-贝塞尔沃
索雷-贝塞尔沃（法語：Sauret-Besserve，法語發音：[sɔʁɛ bɛsɛʁv]）是法国多姆山省的一个市镇，位于该省北部，属于里永区。

## 地理
索雷-贝塞尔沃（45°59'35"N, 2°48'28"E）面积10.33 平方千米，位于法国奥弗涅-罗讷-阿尔卑斯大区多姆山省，该省份为法国中南部省份，北起阿列省接壤，东临卢瓦尔省，南至上盧瓦爾省和康塔爾省，西接科雷兹省和克勒兹省。
与索雷-贝塞尔沃接壤的市镇（或旧市镇、城区）包括：莱桑西兹-孔普斯、克耶、圣乔治德蒙斯、奥弗涅地区圣热尔韦、圣普列斯特德尚。

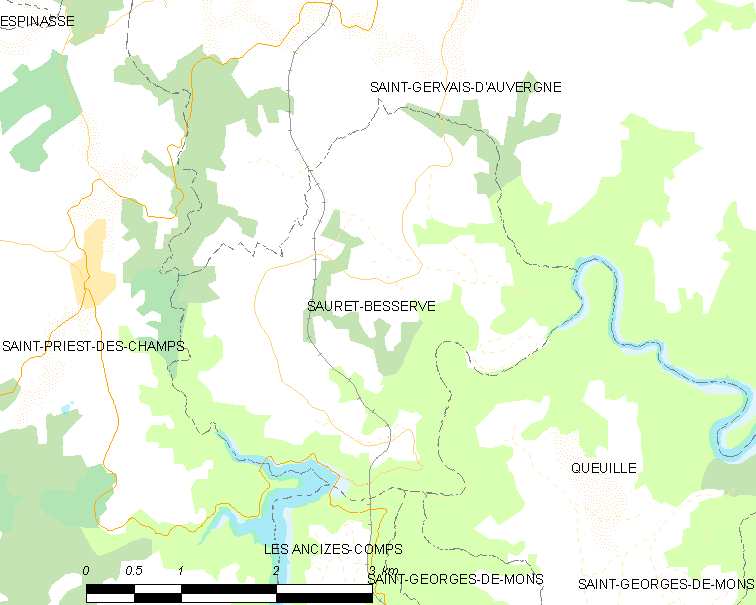
索雷-贝塞尔沃的OSM定位图

索雷-贝塞尔沃的时区为UTC+01:00、UTC+02:00（夏令时）。

## 行政
索雷-贝塞尔沃的邮政编码为63390，INSEE市镇编码为63408。

## 政治
索雷-贝塞尔沃所属的省级选区为圣埃卢瓦莱米讷县。

## 人口

1962-2008年间索雷-贝塞尔沃人口变化图示

索雷-贝塞尔沃于2022年1月1日时的人口数量为165人。